# マーク・ロスコ
マーク・ロスコ（英: Mark Rothko, 本名は 英: Markus Rotkovich または英: Marcus Rothkowitz, ロシア語: Ма́ркус Я́ковлевич Ротко́вич, 1903年9月25日 - 1970年2月25日）は、ロシア系ユダヤ人のアメリカの画家。ジャクソン・ポロック、バーネット・ニューマン、ウィレム・デ・クーニングらとともに、抽象表現主義の代表的な画家である。

## 来歴

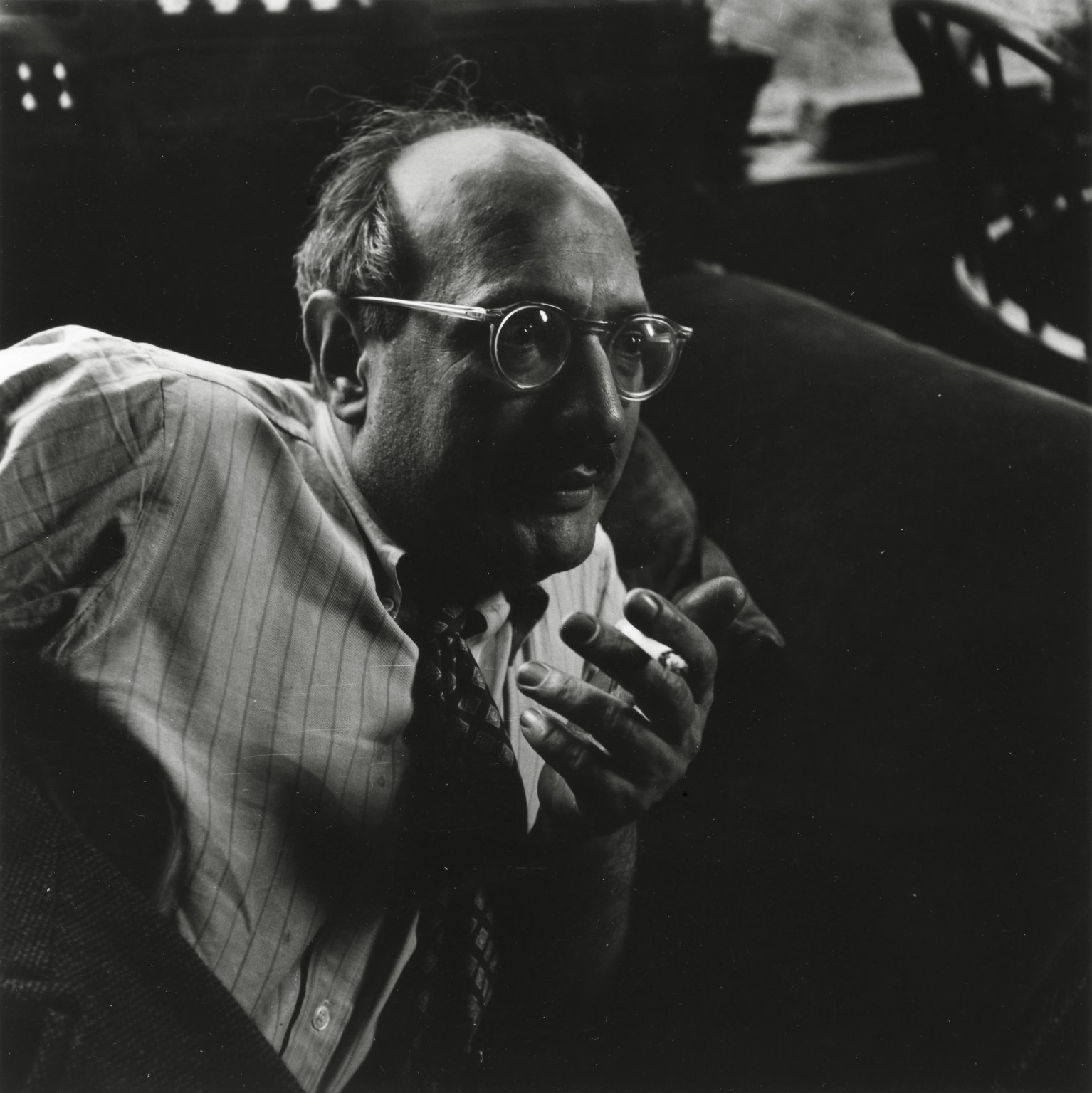
Consuelo Kanaga撮影、ブルックリン美術館

1903年、当時ロシア帝国領だったラトビアのドヴィンスクにユダヤ系の両親のもとに生まれた。彼の父ヤコブ・ロスコビッチは薬剤師で知識人で当初はマルクス主義者だったため反宗教的で、子供達に宗教よりも政治や社会について教えた。ロシアではユダヤ人に対する偏見から非難や迫害があり、幼少期のロスコもまた、そのような環境に対して恐れをいだいていた。ロスコの幼少期には、父親は正統派ユダヤ教に回帰し、ロスコはタルムードを学ぶことになった。
父ヤコブ・ロスコウィッツの収入は決して高いものではなかったが、家族は非常に優れた教育を受けていた（ロスコの妹は当時を思い出し、「私たちは本を読む家族だった」と語っている）。ロスコ自身もロシア語の他にイディッシュ語、ヘブライ語を話すことが出来た。ロスコがまだ幼い頃、父は正統派ユダヤ教に改宗し、その影響から兄弟の中で一番末の子だったロスコは、他の年上の兄弟が公共の教育をうける中、5歳の頃からヘデルへ通いタルムードについて学んだ。
1903年から1906年にかけ反ユダヤ襲撃ポグロムが盛んとなり、また、ヤコブ・ロスコウィッツは彼の息子がロシア帝国陸軍に招集されることを恐れていたため、アメリカへ移住することを決意する。マークと母、そして姉のソニアはまだロシアに残っていた。1910年に父が父の兄を頼って単身で渡米し、その2年後長男モイーズと次男アルバートが続いて渡米をする。その数か月後1913年の冬にエリス島に到着し、父と兄たちがいるアメリカ合衆国オレゴン州ポートランドに移住した。エリス島からポートランドへ向かう汽車のなか、彼ら3人は胸に、われわれは英語が話せませんというバッジをつけていたという。
父ヤコブは1914年3月に結腸癌で死に、家族は経済的な基盤を失うことになる。姉ソニアはレジのオペレーターをし、マーク自身も叔父の倉庫の一つで働きながら、新聞売りをしていた。進学したリンカーン高校では文学、哲学、社会学などに興味を示す一方、ギリシャ神話にも親しむようになる。1921年6月にポートランドのリンカーンハイスクールにて優秀な成績をおさめる。マークは、4つ目の言語である英語を学び同時にユダヤ人コミュニティーセンターで積極的な活動メンバーの一人となり、政治的議論を得意としていた。マークは父のように、労働者の権利や女性の権利などの問題について情熱を注いだ。彼は活動家のエマ・ゴールドマンの講演を聴きに西海岸のレクチャーツアーに参加した一人でもある。
1921年に奨学金を得てイェール大学へ進学した。大学では心理学を学び、ゆくゆくは法律家かエンジニアを目指していた。しかし新入生の終わりに奨学金の更新が出来なかったためウェイターや配達員をしながら勉強をしていた。マークは、イェールの学生の多くがエリート主義で差別主義者であることを知り、彼と彼の友人アーロン・ディレクターは学校の古風なしきたりやブルジョア趣味を風刺する風刺雑誌『イェール・サタデー・イブニング・ペスト』を発行する。いずれにしても、マークの性格は勤勉な学生よりも常に独学の人であった。ある学生が当時のマークについて「彼はほとんど勉強をしていないように見えたが、熱心な読書家だった」と語っている。2年の終わり1923年に彼は中退し、46年後に名誉学位を授与されるまで戻ることはなかった。
1923年秋にニューヨークガーメント地区に移住する。ロスコ本人によると、彼は友人を訪ねるためアート・スチューデンツ・リーグを訪れた際、ヌードデッサンのようすを見て美術の世界に入ることを決心したという。だが2か月程で辞め、ポートランドに帰省。ジョゼフィーン・ディロンが主宰する劇団で役者の修行をする。同じ劇団にはクラーク・ゲーブルが所属していた。
1925年再びニューヨークに移り、パーソンズ美術大学に入学してグラフィック・デザインを学んだ。その時の彼の指導講師の一人は画家のアーシル・ゴーキーだった。ゴーキーの威圧的な性格を考えると、二人はあまり親しくなったとは考えにくいが、おそらくこれがロスコにとって前衛との初めての出会いであった（ロスコはゴーキーの指導について「要求が厳しく、管理的だった」と振り返っている）。
また、その秋彼はアート・スチューデンツ・リーグで行われているキュビズムの作家マックス・ウェーバーのコースをロシア系ユダヤ人の仲間とともに受けている。ウェーバーはフランスの前衛芸術運動の一端を担っていたため、現代美術の生き証人として学生たちは彼の教えを熱望した。ウェーバーの指導の下、ロスコは美術を宗教的、感情的な表現の道具として見るようになり、この時代のロスコの作品はウェーバーからの影響を明らかに受けている。数年後、ウェーバーは元学生であるロスコの展覧会を訪れたとき、彼の作品を賞賛し、ロスコもまたその賞賛を非常に喜んだ。
ニューヨークでの活動は、豊かな芸術的な雰囲気の中で彼を確立させた。モダニズムの画家たちはニューヨークのギャラリーで多くの展示を行い、また市の美術館などは新進アーティストのスキルや知識の育成をするための非常に貴重な場所だった。ロスコの初期に重要な影響を与えた作家に、ドイツ表現主義、パウル・クレー、シュールレアリスム、ジョルジュ・ルオーの絵画がある。
1927年、ルイス・ブラウン著『絵入り聖書』のイラストの仕事を受ける。731ページにも及ぶ大著のため、ロスコはメトロポリタン美術館の古代美術コレクションを参照し、古代装飾模様やブラウン本人のイラストからヒントを得てイラストを完成させる。しかし、ブラウンはロスコの絵を手抜きとみなし、契約の解消をする。1928年他の若いアーティストとともにオポチュニティギャラリーにて展示を行う。彼の絵画は暗く、不気味で、内面の表出だけでなく都市の風景が描かれており、多くの批評家や仲間から評価された。
ささやかな成功はあったが、ロスコは自身の収入をまかなわなくてはならなかったので、1929年から1952年までセンターアカデミーで教師として粘土彫刻を教えていた。この期間にロスコは15歳年上の作家ミルトン・エイブリーの周囲の若い作家、バーネット・ニューマン、ジョセフ・ソルマン、ルイス・シャンカー、ジョン・グラハムと一緒にアドルフ・ゴットリーブに会った。エレイン・デ・クーニングによると、ロスコに「プロ作家としての人生」のひらめきを与えたのはエイブリーであったという。エイブリーの豊かな色彩と形態における知識を使い描かれた自然の絵画は、ロスコに凄まじい影響を与えることになる。しばらくしてロスコの絵画は1933年 - 1934年の《水浴》や《浜辺の風景》などにみられるようにエイブリーと良く似た主題と色を使っている。
ロスコ、ゴットリーブ、ニューマン、ソルマン、ジョン・グラハム、そして彼らの良き師エイブリーは一緒にかなりの時間を過ごしていた。ジョージ湖 (ニューヨーク州)やグロスター、マサチューセッツで休暇をともに過ごし、日中は絵を描き午後はアートについての議論をおこなった。1932年にジョージ湖を訪れた際は、その年の秋に結婚することになるジュエリーデザイナーのエディス・サッチャーと出会う。
1933年、ポートランド美術館でドローイングと水彩画による初の個展を開催する。ロスコはこの展示に際し、彼のセンターアカデミーのこどもたちの作品も展示するという、非常に珍しい展示をおこなっている。この頃の作風はサルバドール・ダリ、ジョアン・ミロなどのシュルレアリスム絵画の影響の濃いものであった。ロスコの家族は、絶望的な経済状況から、アーティストになるというロスコの決意を理解することができなかった。家族は深刻な財政的挫折を被っていたが、ロスコの経済に関する無関心に当惑させられていた。ロスコの家族はマークがより現実的なキャリアを見つけないことで彼の母を苦しめていると感じていた。
ニューヨークに戻ったとき、ロスコは現代美術のギャラリーでの初の東海岸の個展があった。そこでは、いくつかの水彩とドローイング、それと主に肖像描いた15点の油絵を展示した。このとき展示された油絵は、批評家の目に留まるものであった。ロスコの豊かな色面は、エイブリーの影響を超え発展されているものになっていた。1935年の後半にロスコは、イリヤ・ボロトウスキー、ベン・シオン、アドルフ・ゴットリーブ、ルー・ハリス、ラルフ・ローゼン、ルイス・シャンカー、ジョセフ・ソルマンらとともにザ・テンを結成した。その使命は当時のアメリカ美術界の昔を懐かしむ風潮やヨーロッパの美術に重きをおく保守的な価値に対して抗議することだった。当時のロスコのスタイルは、晩年の彼の有名なスタイルへ発展しつつあったが、色による深い探求にもかかわらず、まだ神話や寓話のシンボルから影響を受けシュルレアリスム的な絵画を描き、別の形式の革新を探求していた。
ロスコの作品は、特に結成したアーティストのグループの仲間うちからは好評を得ていた。1937年のはじめ、ゴットリーブやソルマンを含む芸術家協会は、自分たちで組織したグループ展を市のアートギャラリーで行うことを望んでいた。前年である1936年のフランス、ギャラリー・ボナパルトで行ったグループ展では、いくつかの肯定的な批評を得ていた（ロスコの絵についてはある批評家が「本物の色の価値を提示した」と述べた）。その後、1938年にニューヨークのマーキュリー・ギャラリーで「ホイットニーへの反逆者たち展」を行う。これはマーキュリー・ギャラリーの近くでもあり、グループの活動を一部の事柄とみなし、アメリカン・シーンやリージョナリズムを推し進めていたホイットニー美術館への当てつけであった。また、この時期のロスコは、エイブリーやゴーキー、ポロック、デ・クーニングのようにニューディール政策によって始まった公共事業促進局（WPA）の事業の一環である連邦美術計画（FAP）に雇われた時期でもあった。

### 画風の確立
1936年になって、ロスコは、子供達の作品と現代絵画の作品との類似性について、決して終わることのない本を書き始めた。ロスコによると、現代作家は原始美術より影響を受けており、その中で「子供の芸術は自身を原始へ変換し、唯一子供は彼自身の模倣を生み出す。」ので子供たちの作品と、比較することができるとしている。本稿で彼は、「事実として、通常の描くということはすでに学術的であり。我々は色から始める。」と述べている。ロスコは、色面を彼の水彩や都市の風景で使っている。
ロスコの仕事は、神話的主題を含んだ長方形の色面と光と再現表象から成熟された。そして、その後彼の最後の仕事になるロスコ・チャペルによって結実される。しかし、素朴な人と陽気な都市風景、初期の水彩画、そして卓越した色面へと移行する長い期間は、ロスコの人生のなかで二つの重大な出来事によってはさまれています。それは、第二次世界大戦の開始とフリードリヒ・ニーチェを読んだことでした。
1937年の夏、ロスコは妻エディスと離婚する。彼らは数か月後に和解したが、まだ彼らの関係は緊張した状態のままだった。1938年2月21日、ロスコはヨーロッパで台頭してきたナチスの影響から、アメリカも国内のユダヤ人を突然の国外追放するかもしれないという恐怖にかられ、またWPAの応募資格がアメリカの市民権を要求していたためアメリカの国籍となる。ヨーロッパとアメリカにおける反ユダヤ主義に対する懸念から、1940年「マーカス・ロスコビッチ」から「マーク・ロスコ」に名前を短縮した。「ロス」ではまたユダヤ系の意味を持つので出自の分かりにくい「ロスコ」とした。

### 神話からのインスピレーション
アメリカ現代絵画は、その概念的な袋小路に達することを恐れていた。ロスコもまた、都市や自然の風景以外の主題の探求を意図した。彼は彼自身の形態や空間、色への関心の高まりを満たす主題を求めていた。戦争による危機は直接この探求に影響を与えた、なぜなら、ロスコは新しい主題は、社会的な影響力を持ち、現在の政治性や価値を超越することができると主張していた。彼は1949年のエッセイの中で「ロマンはとても素早い」と書いている。彼はこうも主張する「古代の芸術家は‥必要な仲介者、怪物、ハイブリッド、神そして半神半人の集団を作るということが分かった」それはちょうど、現代人がファシズムと共産主義のあいだで見つけたものと同じ方法でもあった。ロスコは「怪物や神なくして、芸術でドラマは生まれない」とものべている。
ロスコの神話の使い方は、現代の歴史の解説し物語るものではなかった。ロスコとニューマン、ゴットリーブはジークムント・フロイトやカール・グスタフ・ユングの著書を読み、特に、フロイトやユングの夢に対する理論や元型無意識にたいして議論した。彼らは特定の歴史や文化を越えた、人間の意識に働きかける神話的シンボルに対して理解していた。ロスコは後に彼の芸術のアプローチを自身の「神話における劇的な主題」に対する研究による「改革」と呼んだ。ロスコは伝えられるところによると、1940年に描くことを完全に止め、ジェームズ・フレイザーの『金枝篇』とフロイトの『夢判断』に没頭した。

### ニーチェの影響
ロスコの新しいビジョンは、現代人の精神性へ呼びかけ、創造神話に要求されるものへ対応することだった。この期間のロスコにおける哲学的な影響はフリードリヒ・ニーチェの『悲劇の誕生』であった。ニーチェはギリシア悲劇が限りある人生への恐怖から救うことに役立っていると主張した。この時から、ロスコにとって現代美術におけるトピックの探求は目標ではなくなった。そして、この時から彼の芸術の目標は現代人の精神的な空虚を和らげるという目標を持った。ロスコはこの空虚は現代に神話が不足していることが起因していると考えた、これは、ニーチェによると「子どもの心の成長と-成熟した人間の人生との戦い」において対処出来るとされていた。ロスコは彼の芸術により神話的イメージやシンボル、儀式などで無意識のエネルギーが解放される可能性について信じていた。彼は自らを「神話の創造者」と考え「陽気な悲劇は私の芸術の唯一の源である」と語った。
独自のスタイルを確立するのは1940年代の末ごろである。クレメント・グリーンバーグらの高い評価により、一躍有名になった。そしてニューヨークのシーグラム・ビルディングにあるフォーシーズンズ・レストランの壁画を依頼され、約40枚の連作（シーグラム壁画）を制作した。しかし友人に譲った作品が売りに出されるという事件をきっかけに、自分の作品が世間に理解されていないと考えるようになり、前渡しされた購入金を全額返却して納入を拒否した。その後、いくつかの美術館が作品の買い取りを申し出たが、ロスコが全部を一つの空間で展示することにこだわったため難航し、結局彼の没後、世界の3つの美術館（ロンドンのテート・モダン（テート・ギャラリー）、ワシントンD.C.のフィリップス・コレクション、千葉県佐倉市のDIC川村記念美術館）に分かれて収蔵された。
DIC川村記念美術館には、マーク・ロスコ専用の「ロスコ・ルーム」が用意されており、7点のシーグラム壁画による静謐な空間を体験することができる。
晩年には、ヒューストンの美術館メニル・コレクションの近郊にある「ロスコ・チャペル」の壁画に取り組んだ。彼は壁に自分の作品だけを展示し他人の絵を並べてほしくないと望んだ。
1970年にロスコは病気（大動脈瘤）や、私生活上のトラブルなどの理由で自殺した。66歳であった。
彼は、カート・ヴォネガットの小説『青ひげ』のモデルとも言われている。